# Ключ (Могилёвская область)
Ключ (бел. Ключ) — деревня в составе Осиновского сельсовета Чаусского района Могилёвской области Республики Беларусь.

## Население
- 2010 год — 5 человек